# ペイストリー

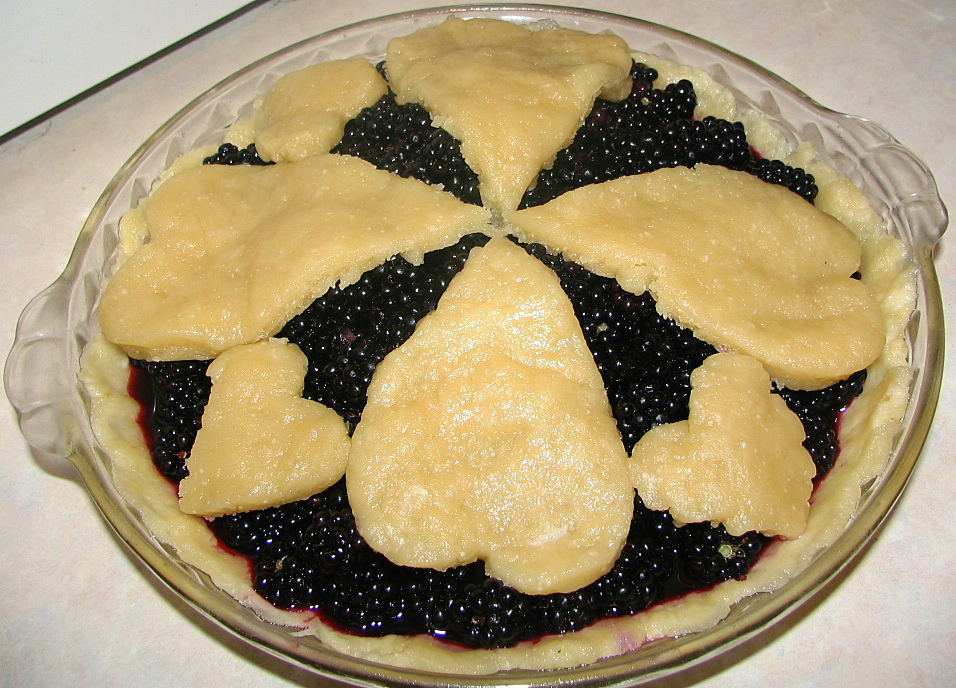
ブラックベリーパイ

ペイストリー、ペーストリーまたはペストリー（英: pastry）とは、穀粉、バター、ショートニング、ベーキングパウダーまたは卵等の材料を焼いて作った食べ物である。また、小さなケーキ、タルト等の甘い菓子類を「ペイストリーズ」、「ペストリーズ」（pastries）と呼ぶ。
ペイストリーはまた、これらの食べ物を作る生地も指す。ペイストリーの生地は薄く押しのばして料理の土台に使われる。一般的なペイストリー料理にはパイ、タルト、キッシュがある。
ペイストリーは、より多くの脂肪分を含むことでパンと区別される。これにより、薄くサクサクした質感になる。良いペイストリーはふんわりと軽く脂肪分に富みながら、フィリングを保つに十分な固さを持つ。ショートクラスト・ペイストリーを作るときは、水分を加える前に油脂と穀粉を徹底的に混ぜなければならない。混ぜることにより穀粉の粒が油脂に程よく覆われ、グルテンの生成が抑えられる。他方では、よく混ぜることでグルテンの繊維が長くなり、ペイストリーは堅くなる。デニッシュやクロワッサンのような、他の種類のペイストリーに特有のサクサクとした食感は、酵母パンに似た生地を繰り返し押しのばし、バターを薄く塗って何層にも薄く折り畳むことで作られる。
多くのパイのレシピでは、フィリングを加える前に、ペイストリーのみを焼く。ペイストリー生地は甘い場合も、甘くない場合もある。

## 主なペイストリーの種類

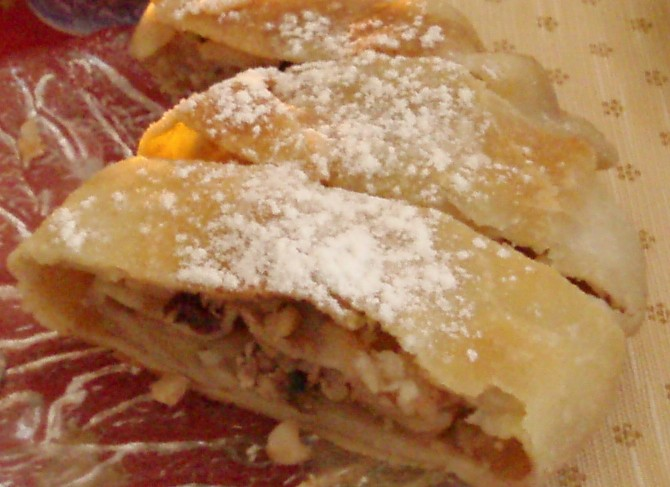
フィロ・ペイストリーで作るシュトゥルーデル

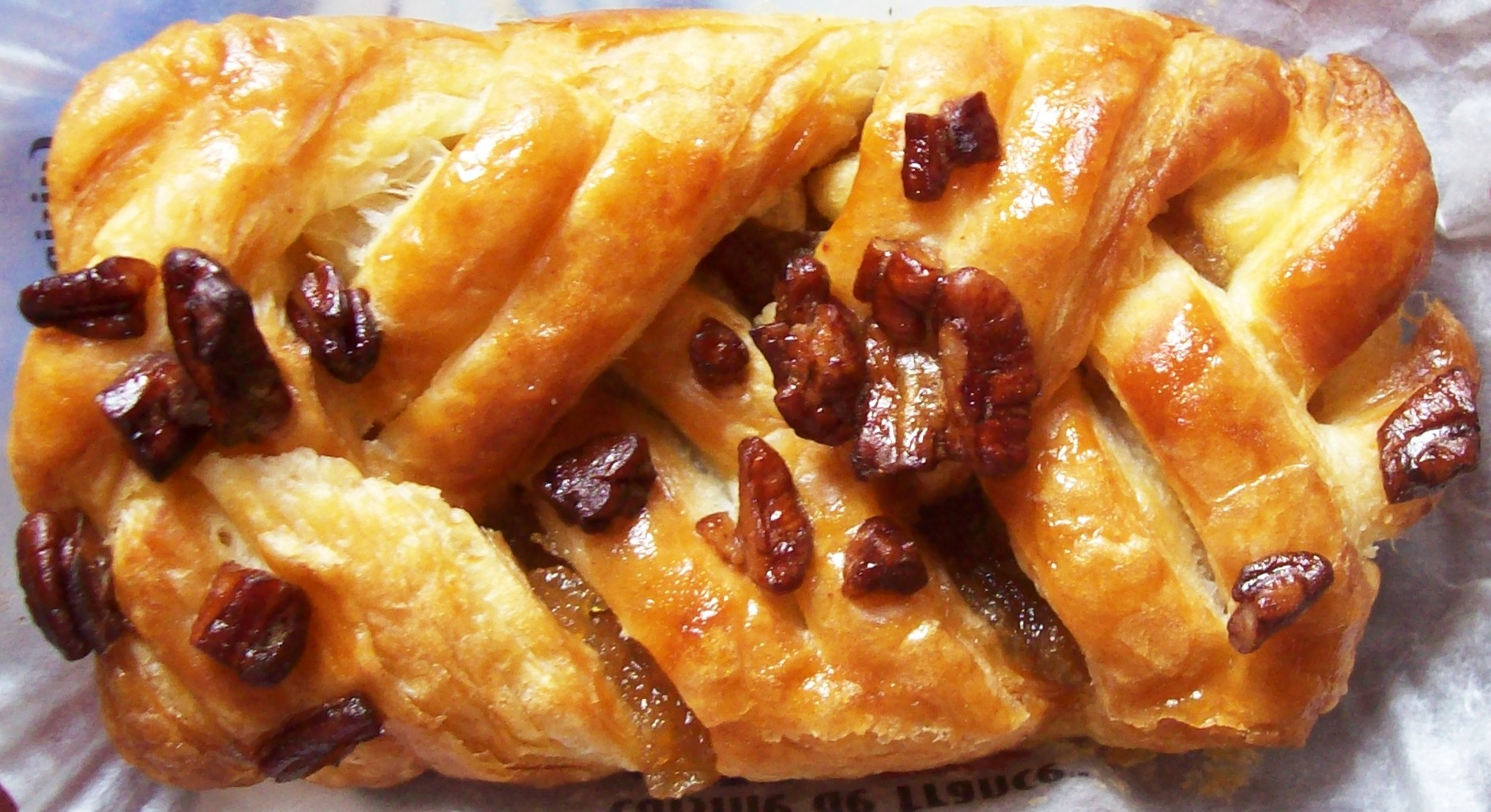
パフ・ペイストリーで作るペカンとメープルのデニッシュ

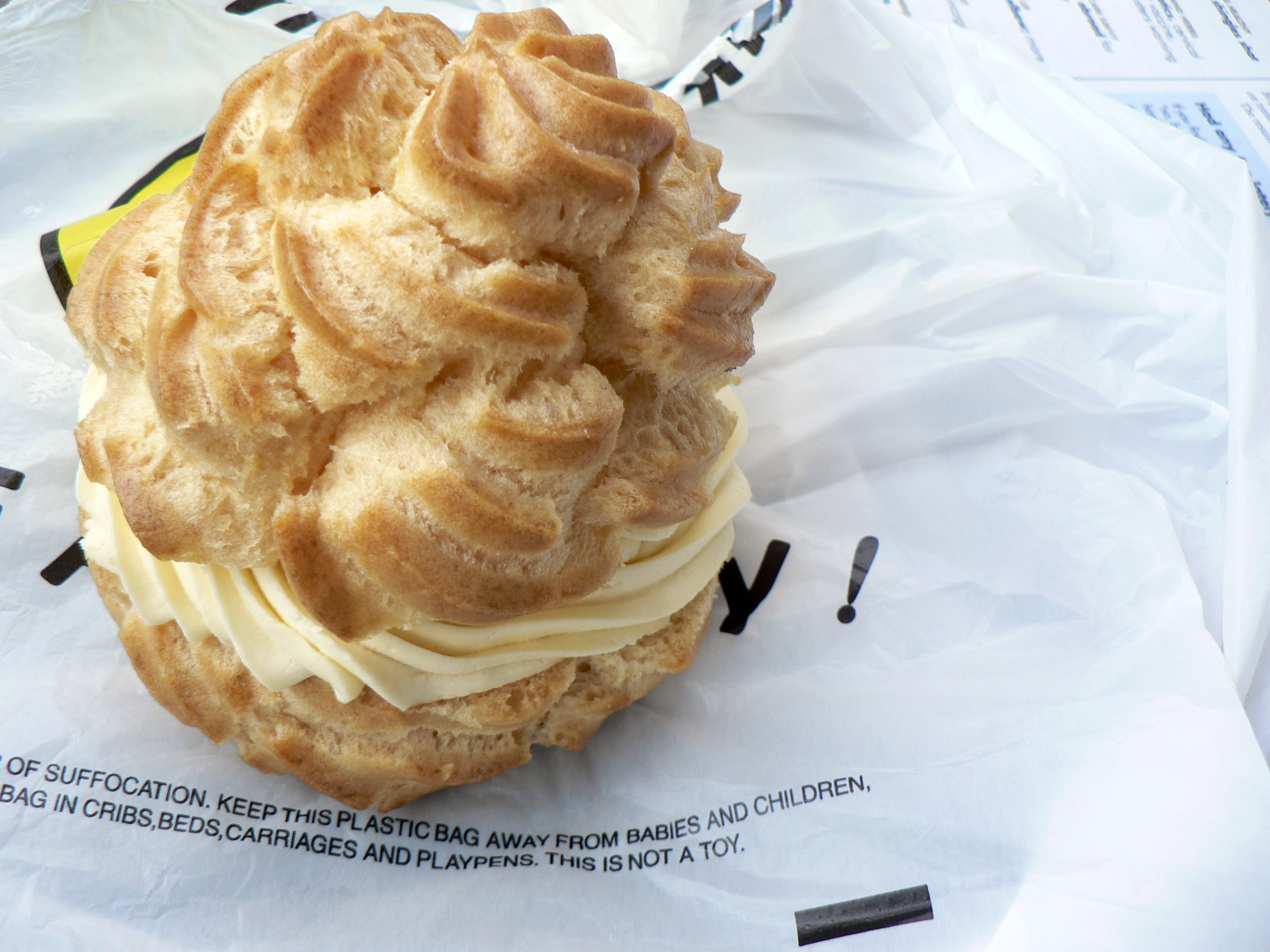
シュー・ペイストリーで作るプロフィトロール

ショートクラスト・ペイストリー
ショートクラスト（またはショート）・ペイストリーは、最も簡易で一般的なペイストリーである。穀粉、油脂、塩、および水が材料であり、油脂と穀粉を混ぜ、水を加えて練った生地を押しのばして作る。摂氏180度で焼き、軽く柔らかなペイストリーとなる。これを甘くすると、スイートクラスト・ペイストリーとなる。
フレーキー・ペイストリー
フレーキー・ペイストリーは、層により調理時に膨らむ簡易なペイストリーである。サクサクしてバターが効いた食感を望む場合、最適である。「パフ（膨らみ）」は、焼き工程を高温で始め、焼き上がりに温度を下げることで得られる。
パフ・ペイストリー
パフ・ペイストリーは多くの層により「パフ（膨らみ）」を焼き工程で得る。このペイストリーは穀粉、バター、塩、および水で作り、材料の結合と化学反応、および十分な量の層の間の空気により膨らむ。オーブンから出した焼きたてのパフ・ペイストリーは、軽くサクサクとし、柔らかい。
シュー・ペイストリー
シュー・ペイストリーは、非常に軽いペイストリーであり、クリームが詰められる。様々な風味のクリームが詰められ、しばしばチョコレートをかける。シュー・ペイストリーはまた、チーズ、ツナ、鶏肉等を詰めてアペタイザーとしても使われる。
フィロ・ペイストリー
フィロ・ペイストリー（通称：フィロ）は通常、紙のように非常に薄く引き延ばされる。バターを塗って複数の薄い層を重ねてフィリングを包む。このペイストリーは非常に脆く、崩れやすい。パイやデニッシュに似た食感を持つのが特徴である。

## 関連用語

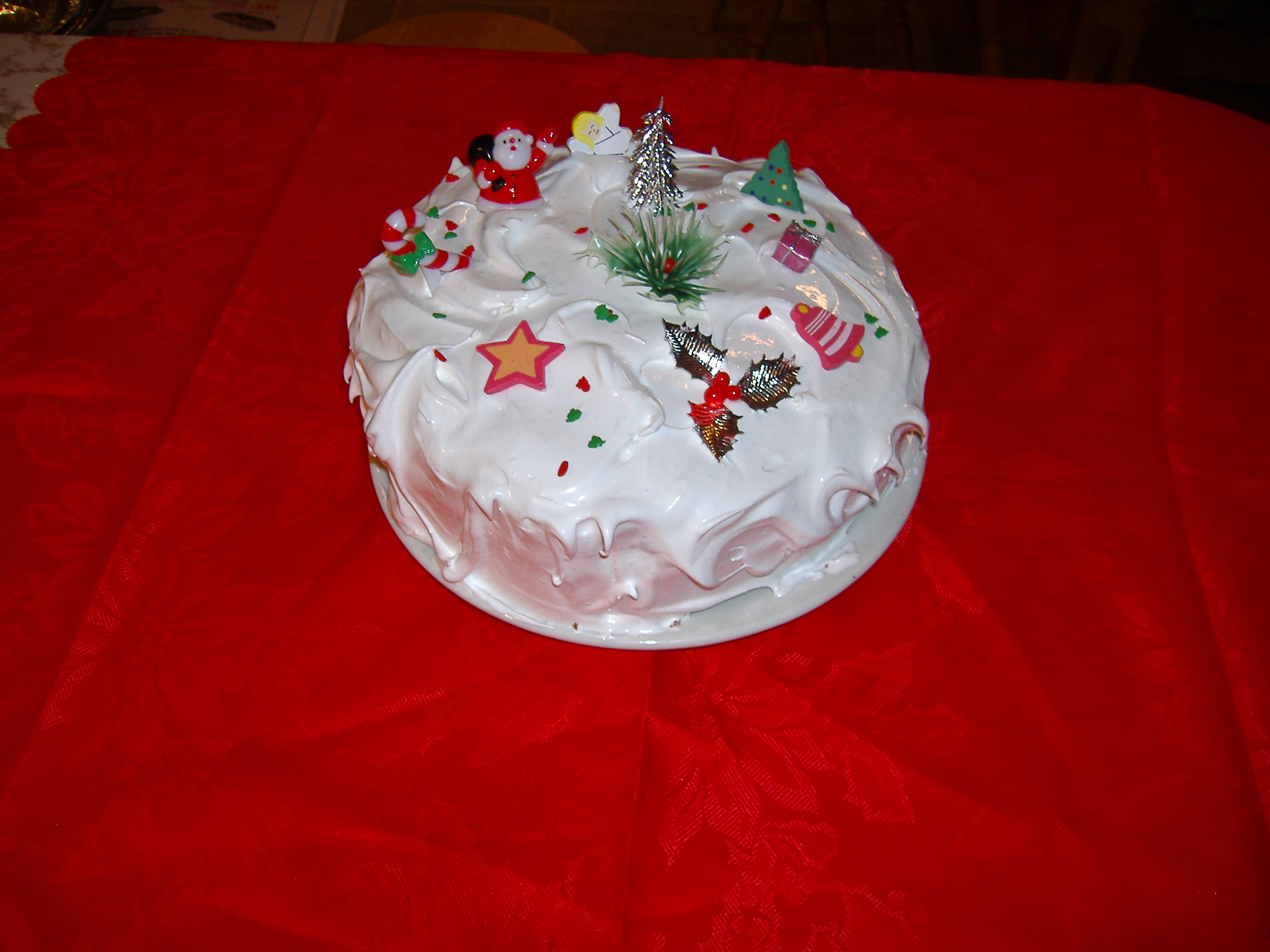
ペイストリークリームを使ったレッド・ヴェルヴェット・ケーキ

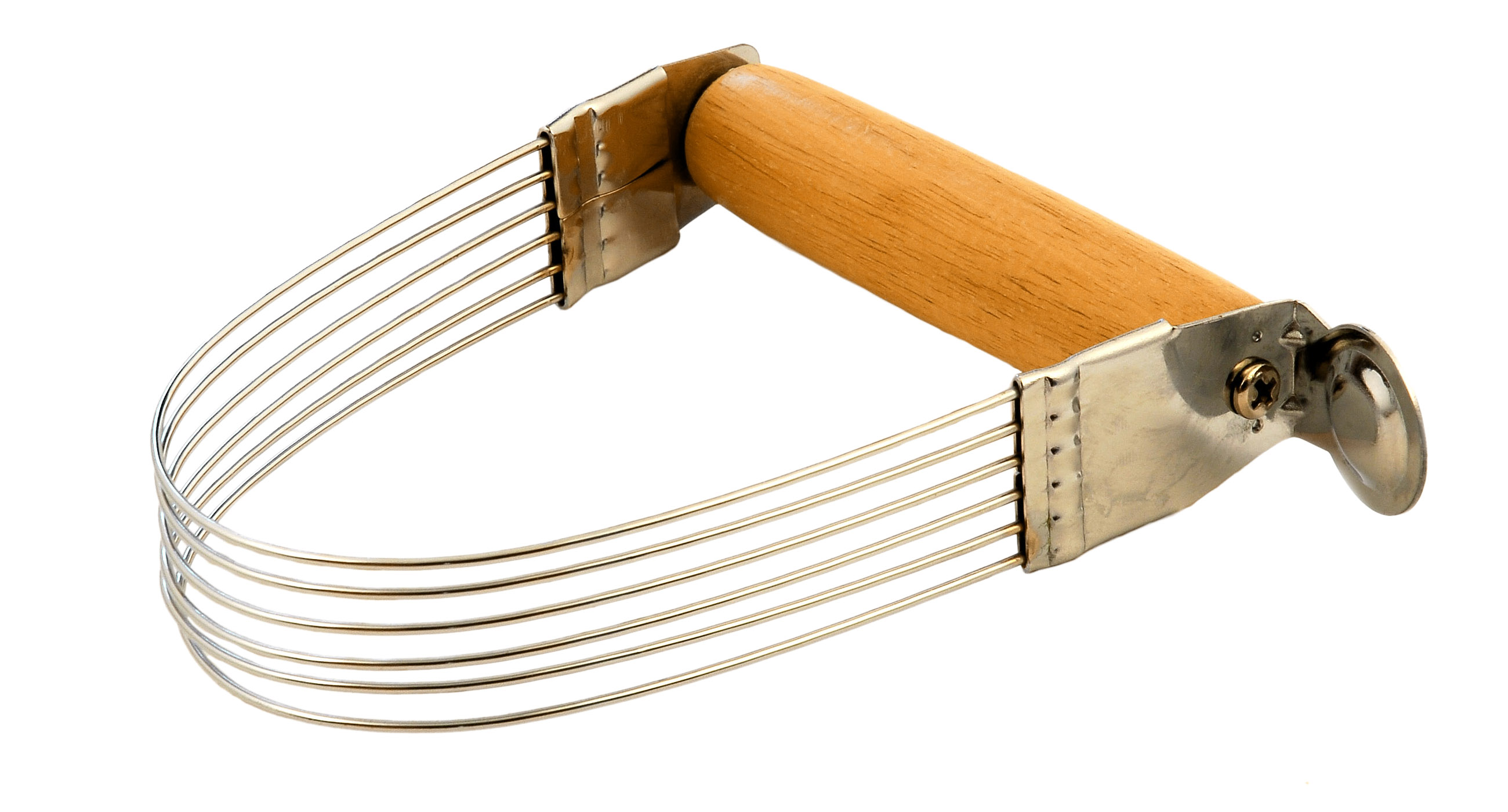
ペイストリー・ブレンダー

ペイストリー
穀粉、油脂、場合により卵と砂糖を混ぜて作る。油脂は通常、穀粉の粒子を包むように混ぜ込まれ、水分を加えて全てを混ぜ、成形して焼き上げる。ペイストリーには多くの種類がある。
ペイストリーボード
通常木製（大理石が望ましい）の正方形または長方形の板で、この上でペイストリーを押しのばす。
Pastry brake
正対し逆方向に回転し、可変間隔を持つローラーで、商業的に使いペイストリーを薄くのばす。小型のものは家庭でパスタ作りに使われる。
Pastry case
未調理またはフィリングなしで焼いたペイストリーの容器で、塩味の、または甘い具を入れて使う。
ペイストリークリーム菓子用カスタードである。卵と穀粉でとろみを付けたカスタードで、バニラ風味の甘みを加えた牛乳で作る。フラン、ケーキ、ペイストリーズ、タルト等のフィリングに使われる。穀粉により、卵の凝固が防がれる。
ペイストリーカッター
様々な形状の金属またはプラスチックの型で、波ライン円形、菱形、ジンジャーブレッドマン等がある。片側の縁が鋭く、ビスケット、スコーン、ペイストリー、ケーキ生地の型抜きに使用する。
ペイストリーブレンダー
油脂と穀粉を正しく混ぜるために使用する台所用具である。通常金属製またはプラスチック製であり、取っ手に複数の針金または小さな刃が付いている。

## ペイストリーの物理と化学
小麦粉の性質および特定の油脂により、様々なペイストリーが作られる。小麦粉を生地に練り上げ、水を加えると、グルテンの繊維が生成され、生地は堅くなり弾力がつく。しかしながら、典型的なペイストリーでは、この堅さが望まれないため、脂肪または油を加えてグルテンの生成を抑制する。これにはラードまたは牛脂（スエット）が使われることが多く、荒い結晶構造が効果的である。澄ましバターを使用しない場合、水分により失敗することがある（澄ましバターは殆ど水分を含まない）。バターのみを使用するショートクラスト・ペイストリーは質感が劣ることもある。湯で溶かした脂肪、または油を使用すると、粒子間の薄い油膜によるグルテンの形成阻害が少なく、ペイストリーは堅くなる。ホットウォーター・クラスト（湯練り）ペイストリーでは、油または溶かした脂肪が使用され、粒子間の層または油によるグルテンの生成が容易であり、ペイストリーはより堅くなる。

## 歴史

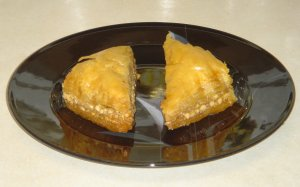
フィロ生地にシロップをかけた、典型的な地中海のバクラバ

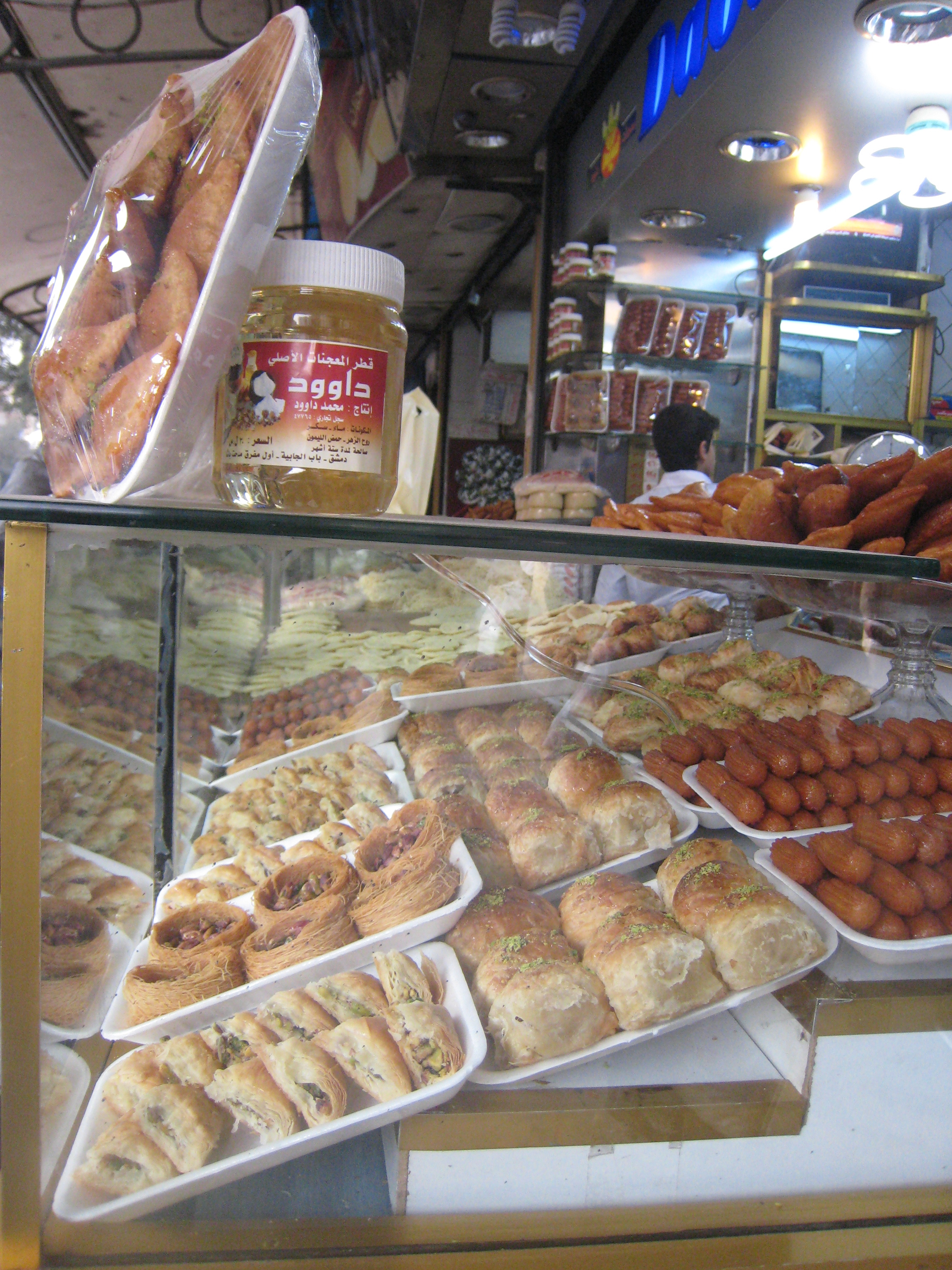
シリアでペイストリーを販売する店

ヨーロッパにおけるペイストリーの伝統は、薄片状生地のショートクラストが使われた古代地中海の時代にさかのぼる。これらのレシピは十字軍により、西ヨーロッパに普及した。
地中海、ローマ、ギリシャ、およびフェニキアでは、伝統的にフィロに類するペイストリーを調理に使用した。また、古代エジプトでペイストリーに似た菓子を作ったという有力な証拠がある。エジプト人がペイストリーを作って食べていた可能性は非常に高い。技能を持った専門のパン焼き職人がいて、穀粉、油、ハチミツなどの材料を必要としていた。紀元前5年には、アリストパネスの劇中で果物のフィリングの小さなペイストリーズを含む菓子に言及している。ローマでは穀粉、および水を使って、肉や家禽を包むペイストリーが作られた。これは焼き工程で肉汁を保つために使われ、食べるためではなかった。食べるためのペイストリーは小さく作られ、卵または小鳥の肉を具とした、より栄養に富むペイストリーであり、しばしば響宴に供された。ギリシャおよびローマでは、調理に用いる油でペイストリーの堅さが失われることにより、良いペイストリー作りに苦心していた。
中世の北欧ではラードとバターで調理したため、良く堅いペイストリーを作ることができた。北欧の中世の料理本では、不完全な材料一覧がいくつかあるが、完全で詳細なものは発見されていない。棺、または「ハフ・ペースト」と呼ばれる空のペイストリーは、召使いのみが食べ、よりおいしく食べるため卵黄が表面に塗られていた。中世のペイストリーには小さなタルトもあり、軽食に豊かさを加えていた。16世紀半ば頃に、実際のペイストリーのレシピが現れた 。これらのレシピは時を経てヨーロッパの様々な国に伝わり、西はポルトガルのパステル・デ・ナタから東はロシアのピロシキまで、様々な類型をもたらした。経済一般的な、ペイストリー料理でのチョコレートの使用は、1500年代に始まるスペインとポルトガルによる新世界からヨーロッパへのチョコレート貿易の後に始まった。多くの料理歴史研究家は、フランスの料理人アントナン・カレーム（1748-1833）を現代のペイストリー料理法の最初の巨匠としている。
ペイストリー作りは、アジアの多くの地域にも伝統がある。中国のペイストリーはコメ、または他の種類の穀粉で作られ、フィリングは果物、餡、またはゴマである。19世紀以降、イギリスが西洋式のペイストリーを極東に伝えた。しかしながら、1950年代に、香港に始まる中国語圏への西洋ペイストリーを普及させたのはフランスである。中国のペイストリーと区別するために「西餅」という言葉が未だに使われる。他のアジアの国には、韓国のトック、ハングァ、ヤクシのように、穀粉、コメ、果物、地域特有の食材で作る独特な種類のデザートを作る伝統的なペイストリー菓子がある。日本には、餅および饅頭と呼ばれる特殊なペイストリー菓子がある。アジア起源のペイストリー菓子は一般に、西洋のペイストリー菓子と明らかに異なり、より甘い味である。

## パティシエ（ペイストリー・シェフ）

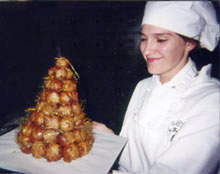
プロフィトロール（クロカンブッシュ）を持つパティシエ

ペイストリーの専門職人は、ペイストリーを焼く職場がパン屋またはレストランかにより、それぞれパン焼き職人またはパティシエ（ペイストリー・シェフ）と呼ばれる。パティシエは料理技能と創造性を駆使して、材料を焼き、装飾、風味付けをする。ペイストリー作りには、多くの時間と集中力を要する。ペイストリーとデザート作りでは、飾り付けが重要である。この職業は、多くの手作業と長時間の立ち仕事をするための体力を要し、早朝からの長時間労働はストレスが多いことがある。パティシエはまた、メニューに新しいレシピを加える責任を持つ。パティシエはレストラン、ビストロ、大きなホテル、カジノ、およびパン屋で働く。通常、焼き釜やオーブンは厨房からやや分かれた場所にある。厨房のこの部門は、ペイストリー、デザート、および他の焼き料理を担当する。

## 画像

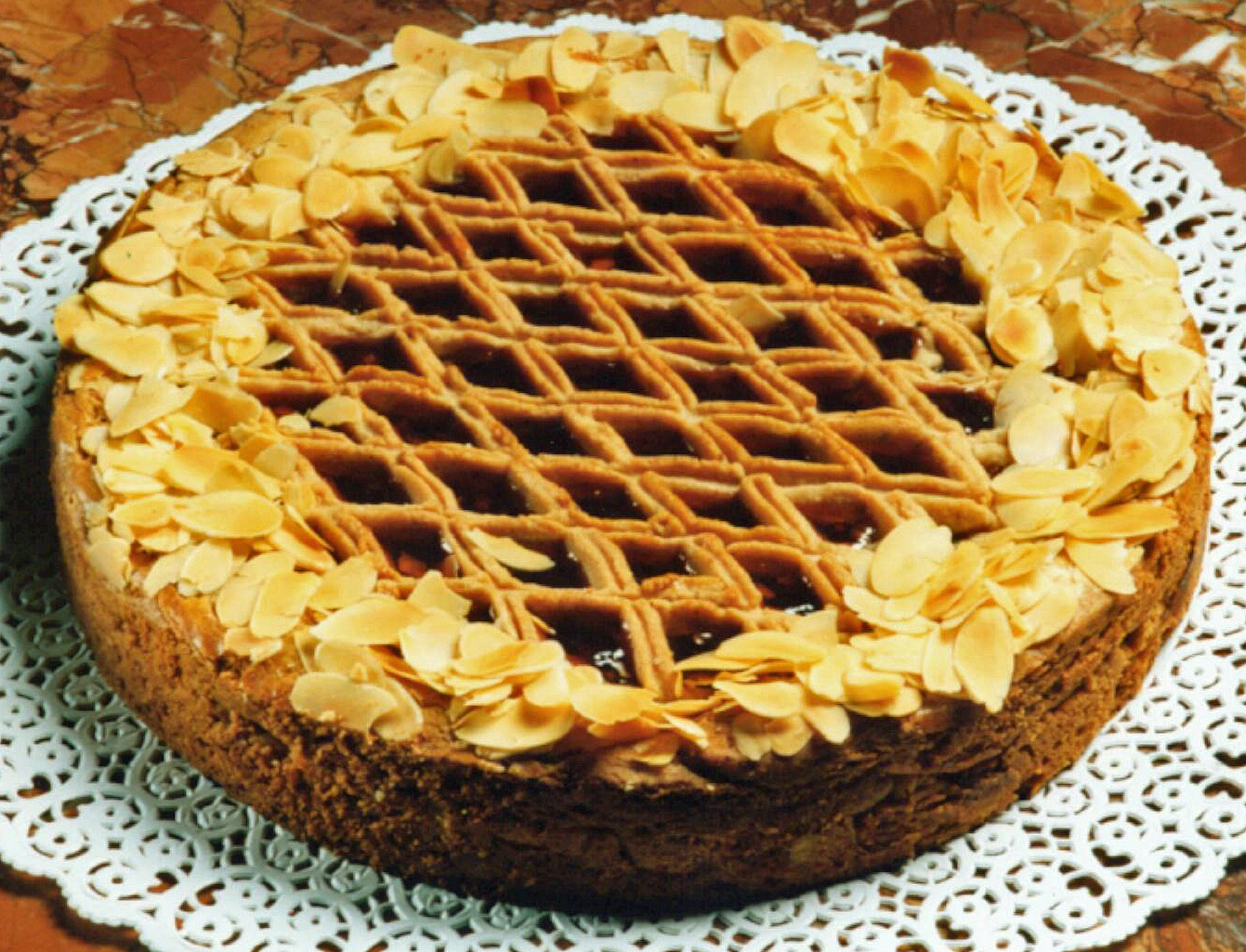
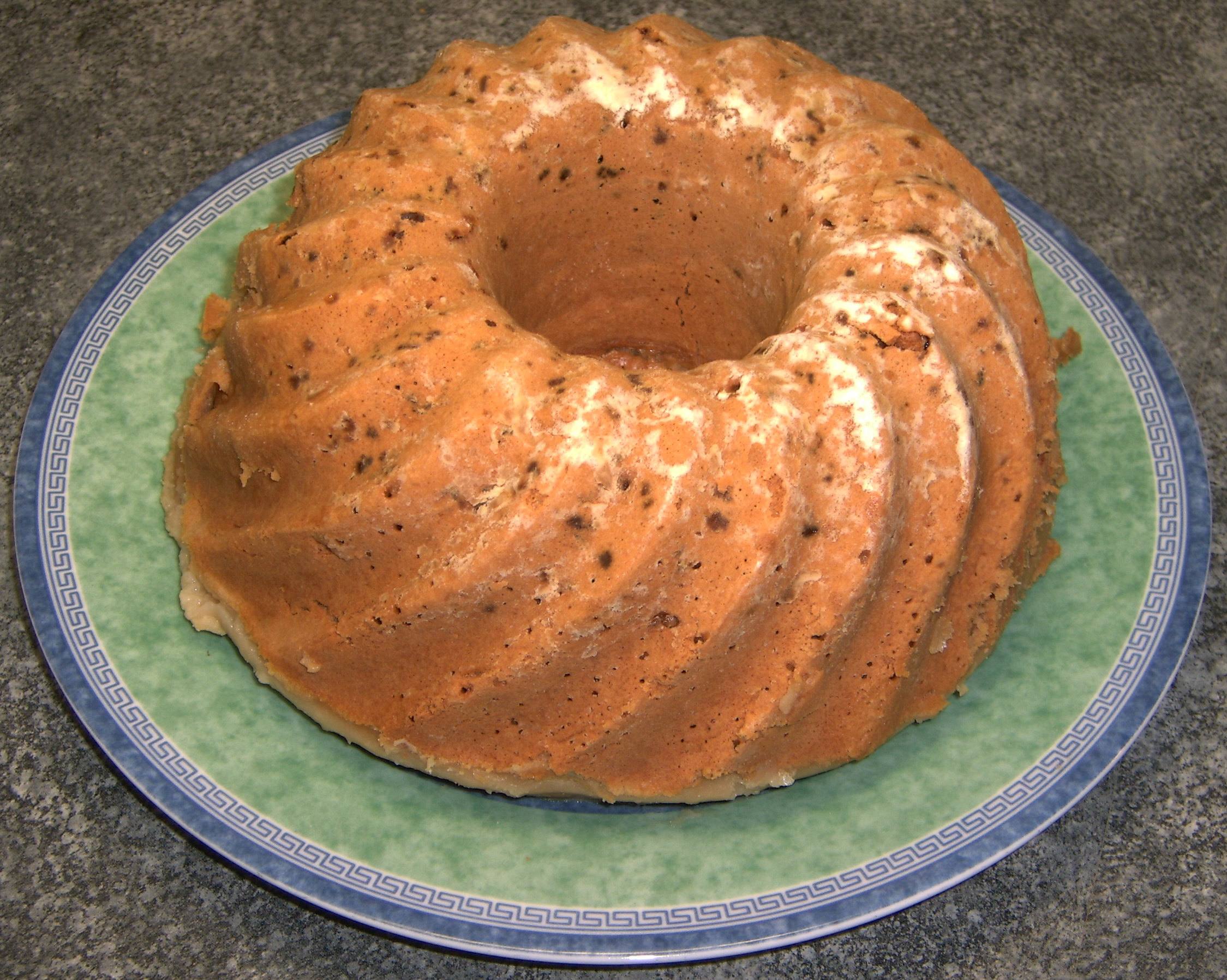
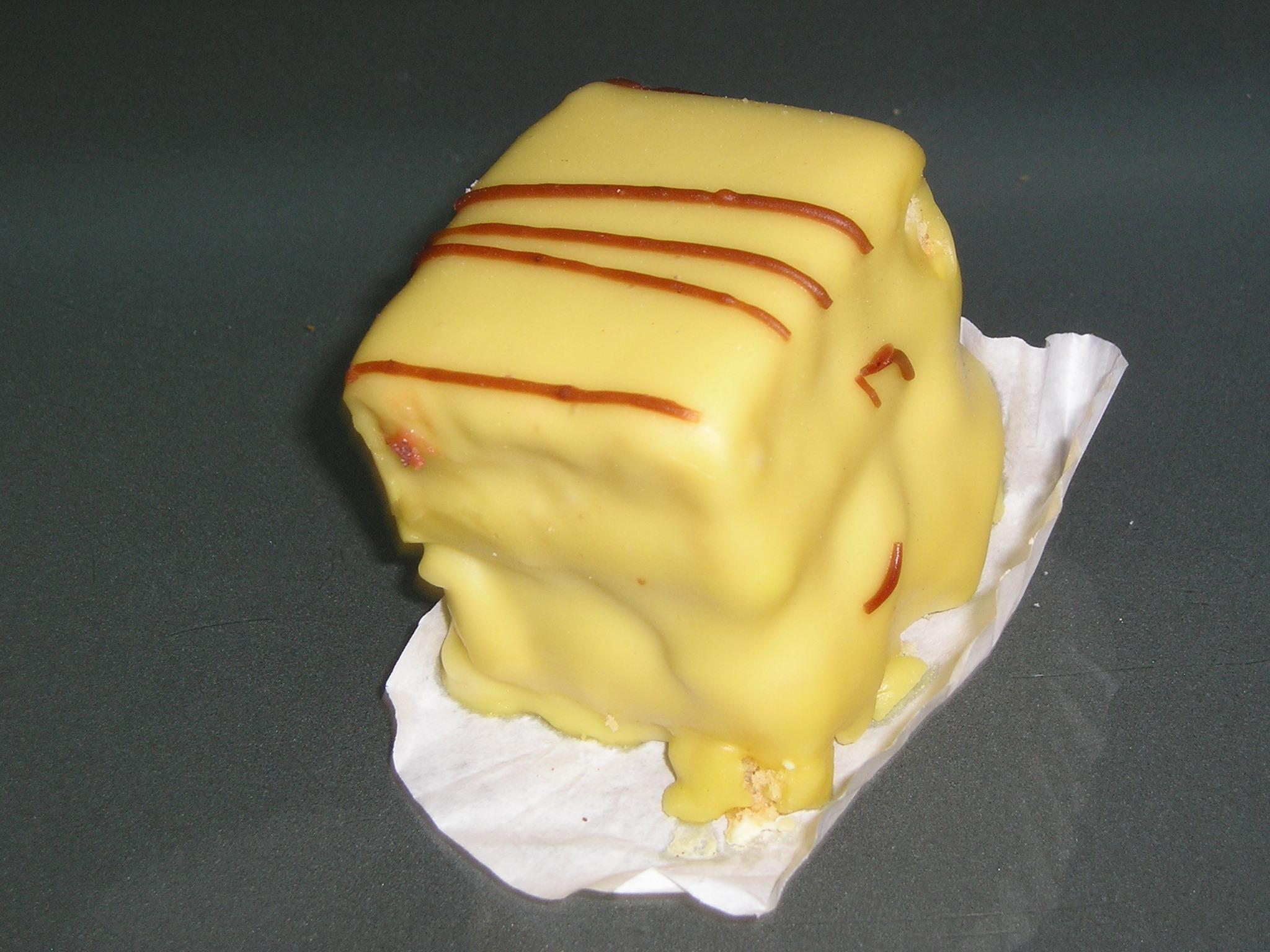
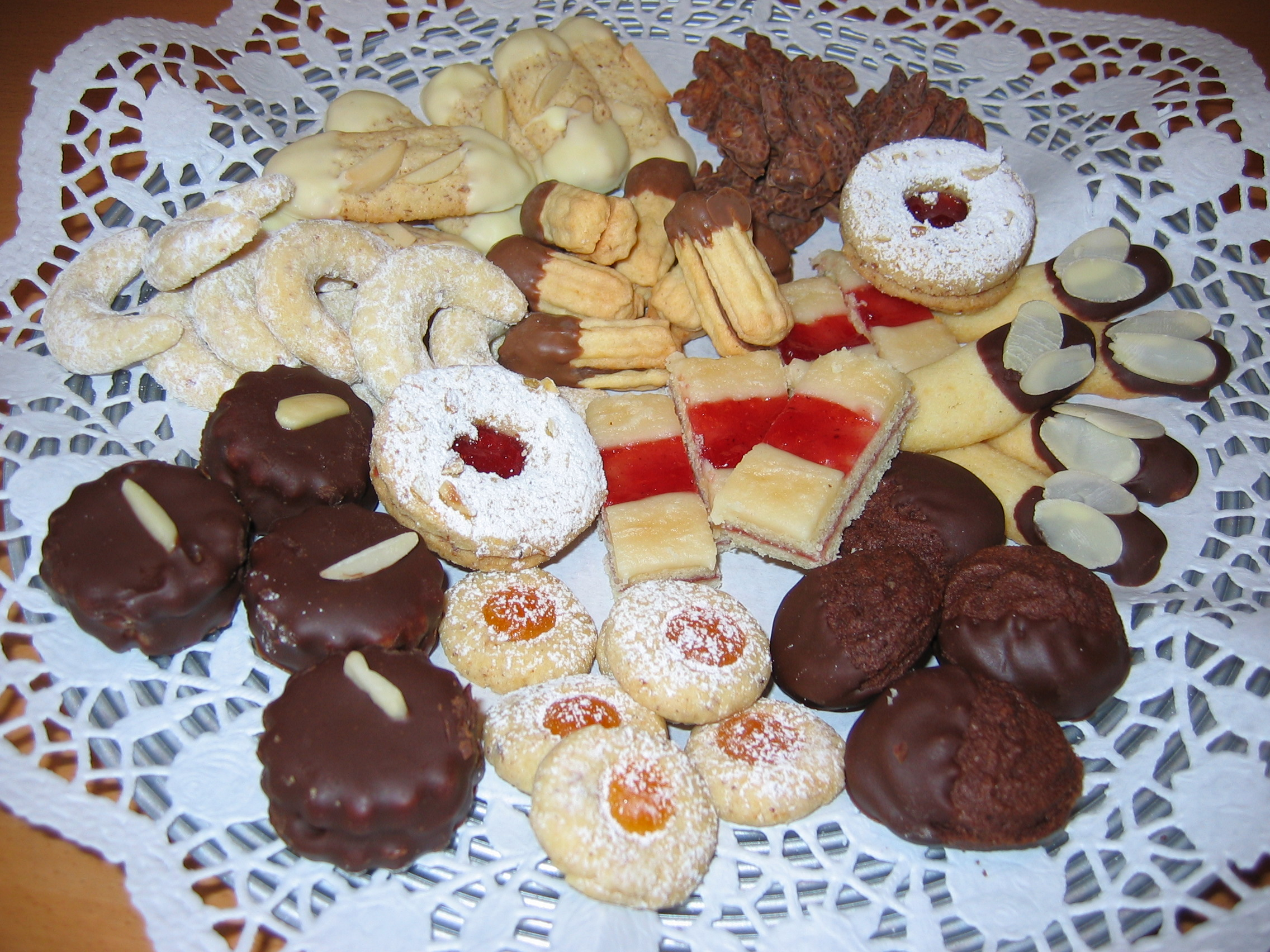
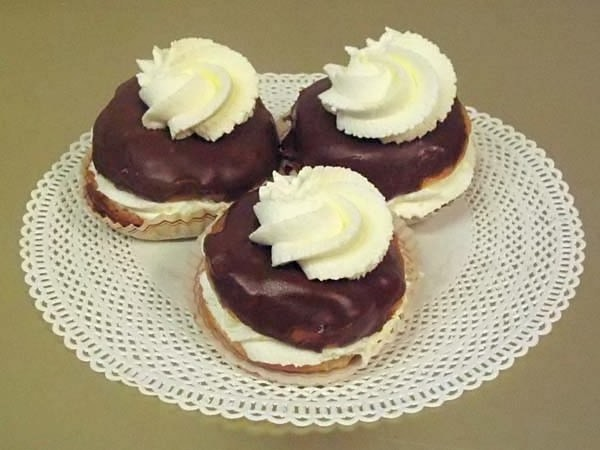
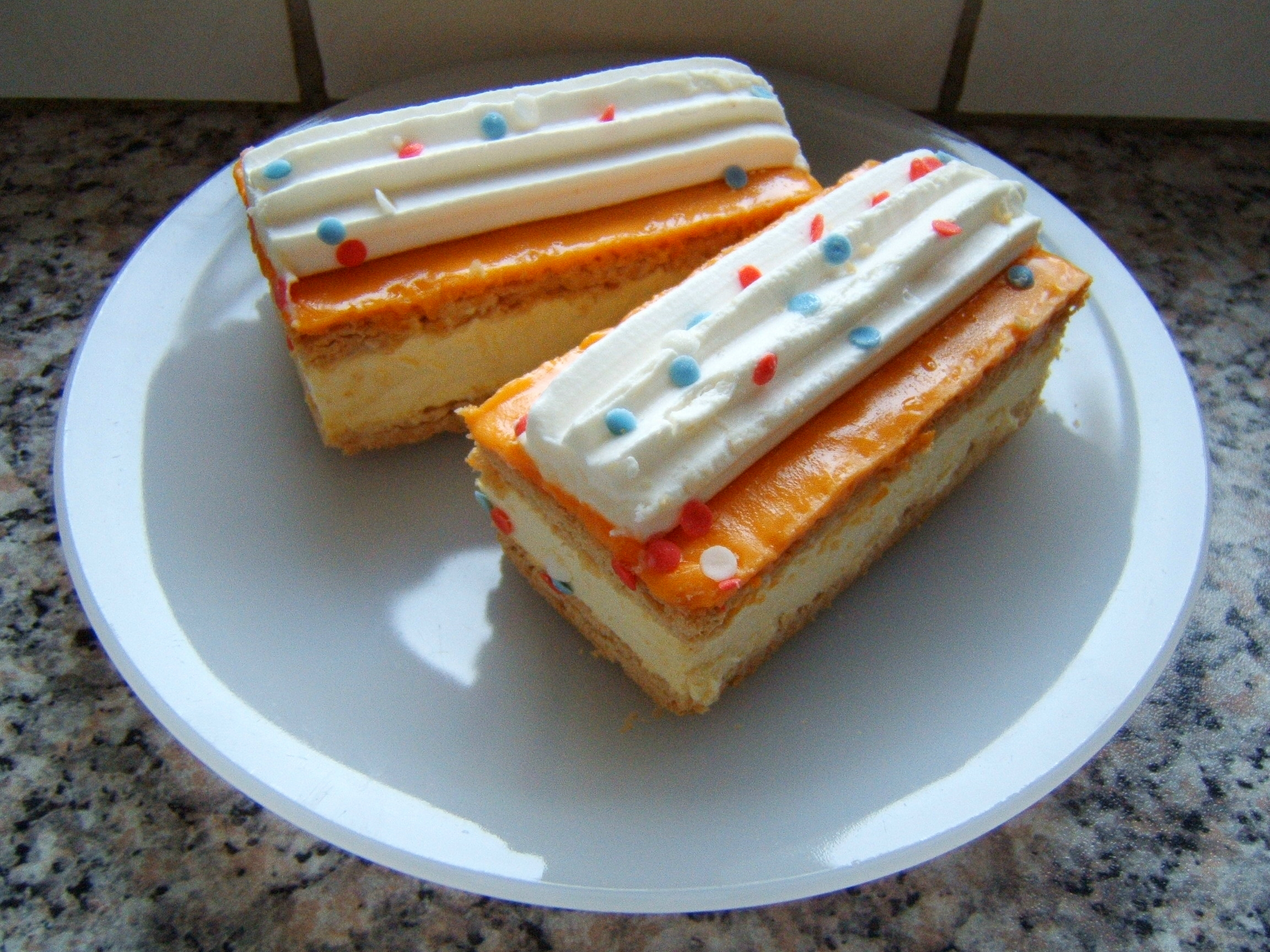
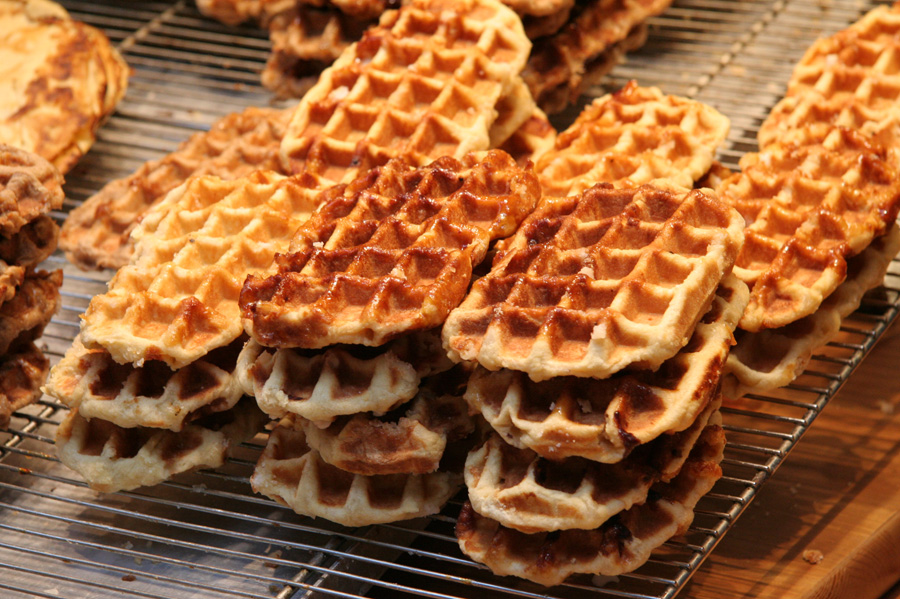
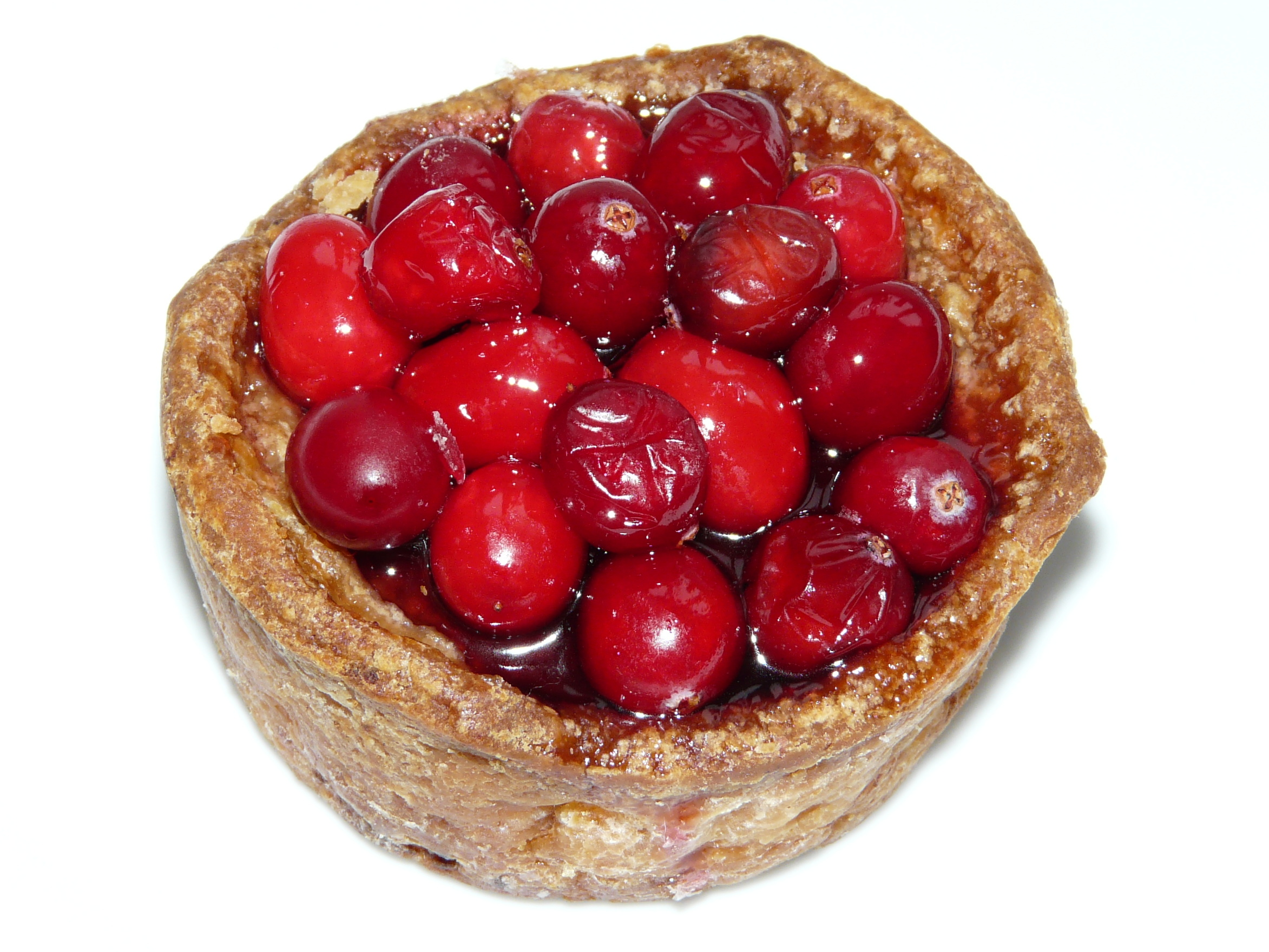